# Piper longestylosum
Piper longestylosum är en pepparväxtart som beskrevs av C. Dc.. Piper longestylosum ingår i släktet Piper och familjen pepparväxter. Inga underarter finns listade i Catalogue of Life.